# Séran
Der Séran ist ein Fluss in Frankreich, der im Département Ain in der Region Auvergne-Rhône-Alpes verläuft. Er entspringt im Gemeindegebiet von Haut Valromey, in der historischen Provinz "Bugey", entwässert generell Richtung Süd bis Südost, und mündet nach rund 42 Kilometern im Gemeindegebiet von Cressin-Rochefort als rechter Nebenfluss in einen Seitenarm der Rhône. Knapp vor seiner Mündung unterquert der Séran einen Abkürzungskanal der Rhône, der an der Wehranlage bei Lavours vom Fluss abzweigt.

## Orte am Fluss
- Le Petit-Abergement
- Champagne-en-Valromey
- Belmont-Luthézieu
- Valromey-sur-Séran
- Artemare
- Ceyzérieu